# クァク・ジェヨン
クァク・ジェヨン（곽재용、1959年5月22日 - ）は、韓国の映画監督・脚本家。慶熙大学校卒。本貫は玄風郭氏。
『僕の彼女はサイボーグ』では日本映画に挑戦している。

## フィルモグラフィ

### 監督・脚本
- 雨降る日の水彩画 (1989)
- 秋の旅行 (1991)
- 雨降る日の水彩画2 (1993)
- 猟奇的な彼女 (2001)
- ラブストーリー (2003)
- 僕の彼女を紹介します (2004)
- 僕の彼女はサイボーグ (2008)
- 最強☆彼女 (2008)
- 更年奇的な彼女 (2014) [4]
- 時間離脱者 (2016)
- 在世界中心呼唤爱 (2016、「世界の中心で、愛をさけぶ」の中国でのリメイク)
- 風の色 (2018年1月26日公開・小説版「風の色」原案)
- ハッピーニューイヤー (2021)

### 脚本
- ピアノを弾く大統領 (2002)
- 純愛中毒 (2002)
- デイジー (2006)

### 監修
- ワンダフルデイズ (2003、日本公開2005)